# Harry Gilby

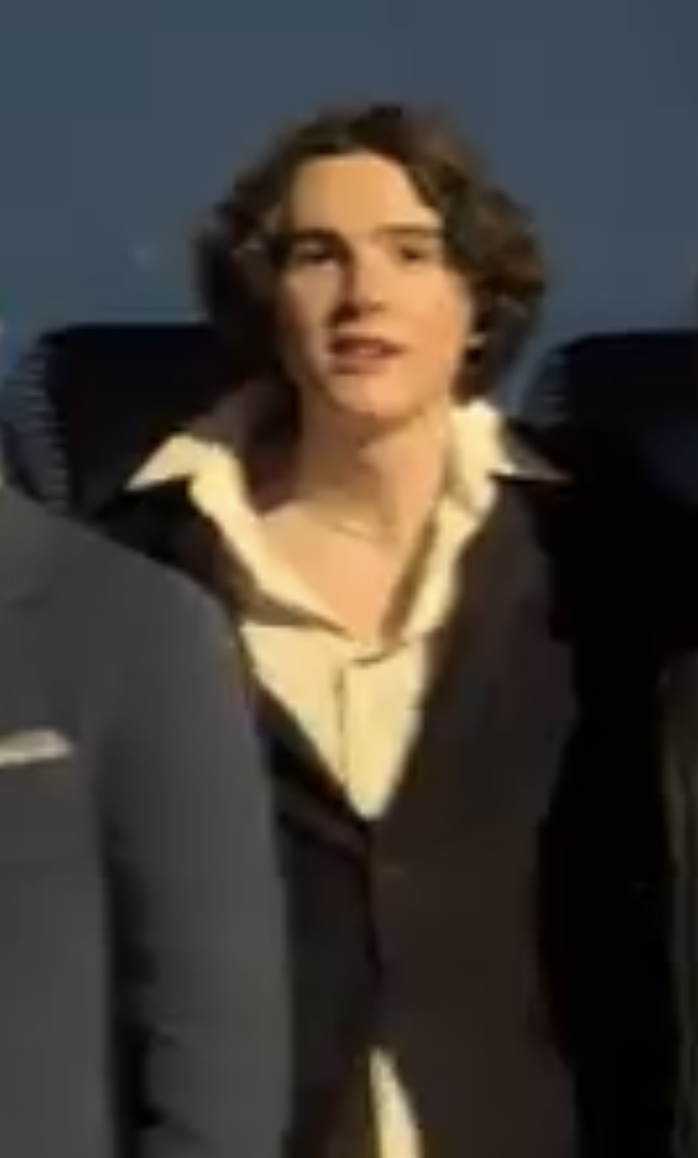

Harry Gilby, né le 21 août 2001, est un acteur britannique.

## Biographie

### Jeunesse et formations
Né en 2001,, Harry Gilby participe, « aux alentours de dix ans », grâce à sa mère Helen, au Christchurch Theatre, avant de joindre au Starlight Youth Theatre.

### Carrière
En 2014, à douze ans, Harry Gilby tient le rôle de Nathan, fils de Gary Schofield, un des six métallurgistes chômeurs qui décide de gagner sa vie en tant que strip-teaseur, dans The Full Monty au théâtre Noel Coward à Londres : « Il a toujours voulu être un acteur professionnel » (« He has always wanted to be a professional actor »), raconte sa mère.
En 2016, il apparaît dans la série télévisée Jericho et le court métrage Evie de Miranda Howard-Williams.
En 2017, il est engagé à tenir le rôle de Charlie Lyndsay, un jeune passionné de football en plein trouble de l'identité de genre qui va perturber sa famille, dans Just Charlie de Rebekah Fortune. Pour ce film, il est nommé « Meilleur espoir » à la 20e cérémonie des British Independent Film Awards. Dans la même année, en plein automne, il est en plein tournage du film Tolkien de Dome Karukoski dans lequel il joue le jeune J. R. R. Tolkien.

## Filmographie

### Films
- 2017 : Just Charlie de Rebekah Fortune : Charlie Lyndsay
- 2019 : Tolkien de Dome Karukoski : J. R. R. Tolkien, jeune
- 2023 : The Last Kingdom : Sept rois doivent mourir (The Last Kingdom: Seven Kings Must Die) d'Edward Bazalgette : Æthelstan
- 2025 : À contre-sens : Londres (My Fault: London) de Dani Girdwood : Dan

### Court métrage
- 2016 : Evie de Miranda Howard-Williams : Arlo

### Série télévisée
- 2016 : Jericho : Village Lad (saison 1, épisode 4)
- 2022 : The Last Kingdom : Æthelstan (saison 5, 10 épisodes)

## Théâtre
- 2014 : The Full Monty : Nathan[1]

## Distinction
Nomination
- British Independent Film Awards 2017 : Meilleur espoir